# Acrobunus
Acrobunus is een geslacht van hooiwagens uit de familie Epedanidae.
De wetenschappelijke naam Acrobunus is voor het eerst geldig gepubliceerd door Thorell in 1891. 

## Soorten
Acrobunus omvat de volgende 3 soorten:
- Acrobunus bifasciatus
- Acrobunus nigropunctatus
- Acrobunus thorelli